# العيد في بوابة هونغ
العيد في بوابة هونغ كما تُعرف باسم مأدبة هونغ مين كان عيدا أقامه شيانغ يو وليو بانغ بمناسبة نهاية أسرة تشين ودخولهم عاصمتها شيان

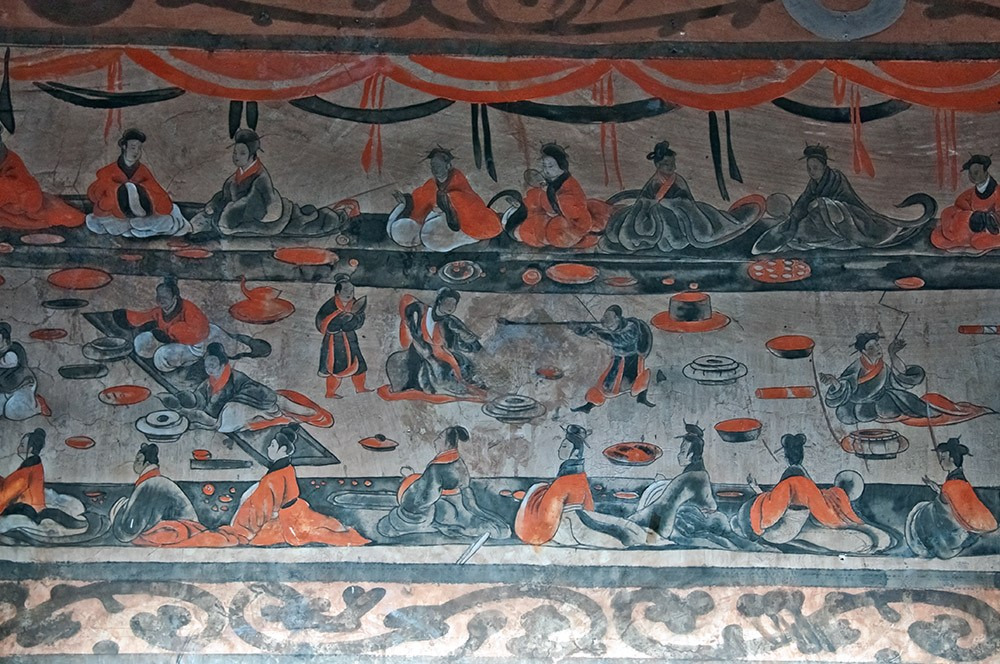
لوحة تعود إلى أواخر عهد سلالة هان الشرقية (25-220م) تُصوّر مظاهر الاحتفال في بوابة هونغ من مأدبة ورقصات وموسيقى.

## تمهيد
بعد وفاة «الإمبراطور الأول» في عام 210ق.م إندلعت عدة ثوراث زراعية في جميع أنحاء البلاد، وبالرغم من سحق أغلب هذه التمردات التي تهدف لإسقاط «أسرة تشين»، لكن الإمبراطورية دخلت في مجموعة من الحروب بعد أن طالب أحفاد ملوك «حقبة الممالك المتحاربة» باستعادة الولايات الست السابقة، التي قامت ولاية تشين بضمها ومن ثم إعلان تأسيس «أسرة تشين»، كان جيش تشين متفوقا عسكريا على المتمردين وكانت الأموال التي تركها «تشين شي هوانج» كافية لتجهيز الجيش خلف الجيش، لكن أمثال رئيس الوزراء زهاو قاو
```
(عين بعد إقناعه الإمبراطور بقتل 
لي سي
) كان يخاف على منصبه من الجنرال تشانغ هان قائد جيوش تشين والجنرال سيما شين نائب الجنرال، حتى أنه أقنع الإمبراطور الثاني تشين إير شي بعدم إرسال أية مساعدات وبعد وفاة الإمبراطور، إستطاع شيانغ يو الإنتصار على جيوش تشين في 
معركة جولو
، 
[
3
]
 ودمر القسم الأكبر من جيوش 
أسرة تشين
 حتى إن الجنرال تشانغ هان ونائبه سيما شين إستسلما لشيانغ يو.(سيتم تنصيبهم كملوك لاحقا).
```

## البداية
في أثناء «معركة جولو»، قام الملك هواي الثاني بصفته ملك البلاد بإطلاق وعد ينص فيه أن كل من يدخل العاصمة «شيانيانغ» سيصبح ملكا عليها، فإستغل «ليو بانغ» ذلك وإستغل انشغال جيوش شيانغ يو في قتال جيوش «أسرة تشين» وتوجه بقواته البالغة 100.000جندي إلى المدينة وتوجه نحو قصر إيبانغ حيث وجد هناك الإمبراطور مسلوب الإرادة زي ينغ، وإستسلم له وعندما تجول ليو بانغ في قصر إيبانغ أعرب عن رغبته في الإقامة فيه والتمتع بكنوز تشين التي لاتحصى، لكنه أمر جنوده بعدم النهب، وأغلق القصر على الإمبراطور وعائلته، وأرسل ليوبانغ فورا القوات نحو ممر هانغو لمنع شيانغ يو من الدخول. وفي هذه الأثناء إنشق تساو ووشانغ سرا عن ليو بانغ وأرسل رسولا سريا ليبلغ شيانغ يو عن دخول ليو بانغ للعاصمة، كما أضاف أنه وفقا لوعد الملك هواي الثاني ليوبانغ يخطط لإعلان نفسه ملكا على العاصمة وقام بنهب كنوز «سلالة تشين» لنفسه، فأثار هذا الأمر غضب شيانغ يو الذي إجتاح معبر هانغو مصطحبا برفقته 400.000ألف جندي.نحو المدينة
```
لكن شيانغ بو عم شيانغ يو خشي على حياة صديقه تشانغ ليانغ، الذي كان مستشار ليو بانغ، فقام بالتسلل لمعسكر ليو بانغ ليبلغه بالإمر فأبلغه أن ابن أخيه يقود 400ألف جندي مسلح وهم الآن على وشك الدخول للمنطقة
[
4
]
 صدم «
ليو بانغ
» عندما عرف بهذا، وطلب من شيانغ بو عم «شيانغ يو» التوسط لدى شيانغ يو لتجنب الكارثة، وعندما عاد شيانغ بو إلى المعسكر قام بإبلاغ شيانغ يو بإن «ليو بانغ» لاينوي فعل أي شيء على العكس تماما، قام بنقل قواته إلى قرية «باسانغ» جنوب العاصمة، وعندما إنسحب ليو بانغ دخل شيانغ يو بلاط «
أسرة تشين
» وقتل هناك الإمبراطور زيينغ وقام بإحراق قصر إيبانغ وإستولى على كنوز الأسرة،
[
4
]
 ثم قام بدعوة ليو بانغ،
[
8
]
 إلى بوابة هونغ لإقامة إحتفال هناك بمناسبة سقوط «
أسرة تشين
».
```

## العيد

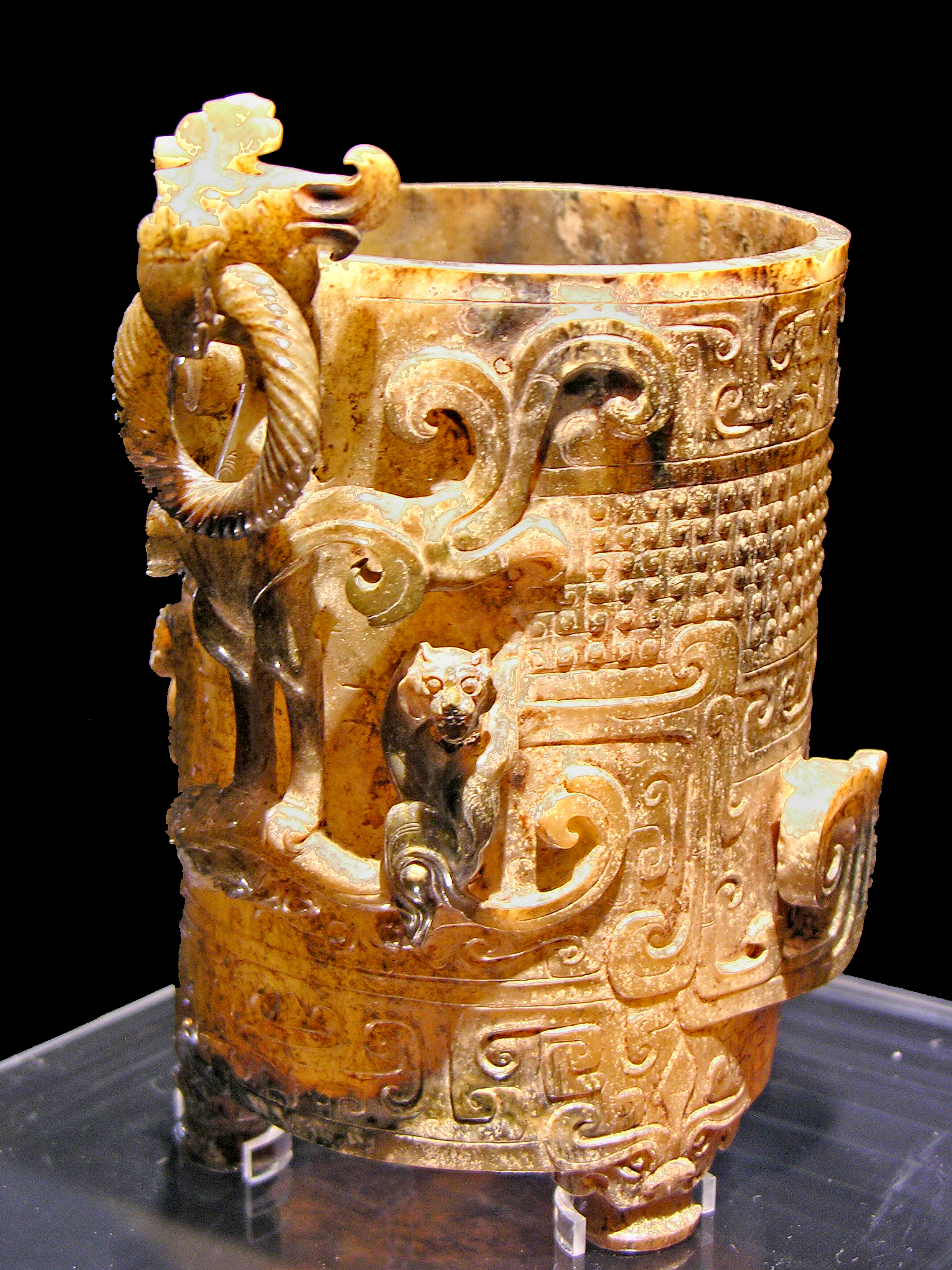
كأس من النبيذ يعود لسلالة هان الغربية في عيد بوابة هونغ

في اليوم التالي، ووفقا «لسجلات المؤرخ الكبير» أحضر «ليو بانغ» معه حوالي 100رجل، بقيادة حارسه «فان كواي»، وعندما قابل شيانغ يو قال ليو بانغ إن الحظ المطلق هو الذي ساعده من دخول «شيانيانغ»، وأعرب عن أسفه لسلب مجد شيانغ يو، وأضاف بإنه كان ينتظره وأن هناك شخصا ما يحاول زرع الخلاف بينهما. عندها أشار شيانغ يو إلى تساو وشانغ.
كانت الأطراف الرئيسية تجلس في الترتيب التالي: 
واجه مقعد شيانغ يو وشيانغ بو الشرق، مستشاره فان تسنغ واجه الجنوب، ليوبانغ الشمال، بينما واجه مقعد تشانغ ليانغ (مستشار ليو بانغ) الغرب، وبحسب عادات «أسرة تشين» فإن المقعد الذي يواجه الشرق هو مقعد «الإمبراطور» وكان في هذه الحالة كرسي شيانغ يو، إستغل ليو بانغ هذا وبدأ في الحديث بشوق عن مجد «معركة جولو».
خلال العيد كان فان تسنغ مستشار شيانغ يو يلمح له بإن يقتل ليو بانغ، لكن شيانغ يو تجاهله 
بعد أن استمر شيانغ يو في تجاهل فان تسنغ قام الأخير بإستدعاء الجنرال شيانغ تشوانغ من الخارج وطلب منه قتل ليوبانغ، وعندما دخل الجنرال شيانغ تشوانغ قام بتأدية رقصة السيف ليتمكن من قتل ليوبانغ، إلا أن شيانغ بو (عم شيانغ يو) دافع عن ليو بانغ، وخرج تشانغ ليانغ لإستدعاء فان كواي وعندما دخل فان كواي أعجب به شيانغ يو وأعطاه كأسا من النبيذ لكن فان كواي ألقى خطابا طويلا قال فيه:
| العيد في بوابة هونغ | لا أخاف الموت، كوب من النبيذ يكفي بالنسبة لي. كان الإمبراطور تشين شي هوانج يمتلك قلبا كالنمور والذئاب، فلقد قتل العديد من الناس، وجرب جميع وسائل التعذيب هذا ما دفع الجميع للتمرد عليه، عقد الملك هواي اتفاقا مع الجنرالات بإن كل من يدخل العاصمة سيكون ملكا والآن بعد أن قام دوق بي (ليو بانغ) بإخضاع تشين، لم يؤذي أحد بل قام بإغلاق القصر ونقل جيشه إلى "باسانغ" في انتظار وصولك، وسبب إرسال القوات لممر هانغو هو حمايتك من اللصوص هذا هو العمل الشاق الذي قام به لكنه لم يحصل على مكأفاة، بل استمعت للشائعات هذا المسار الذي تتبعه هو نفس مسار سقوط تشين للأسف | العيد في بوابة هونغ |

إلَّا أن شيانغ يو خطاب فان كواي وطلب منه الانضمام للمأدبة.

## هروب ليو بانغ

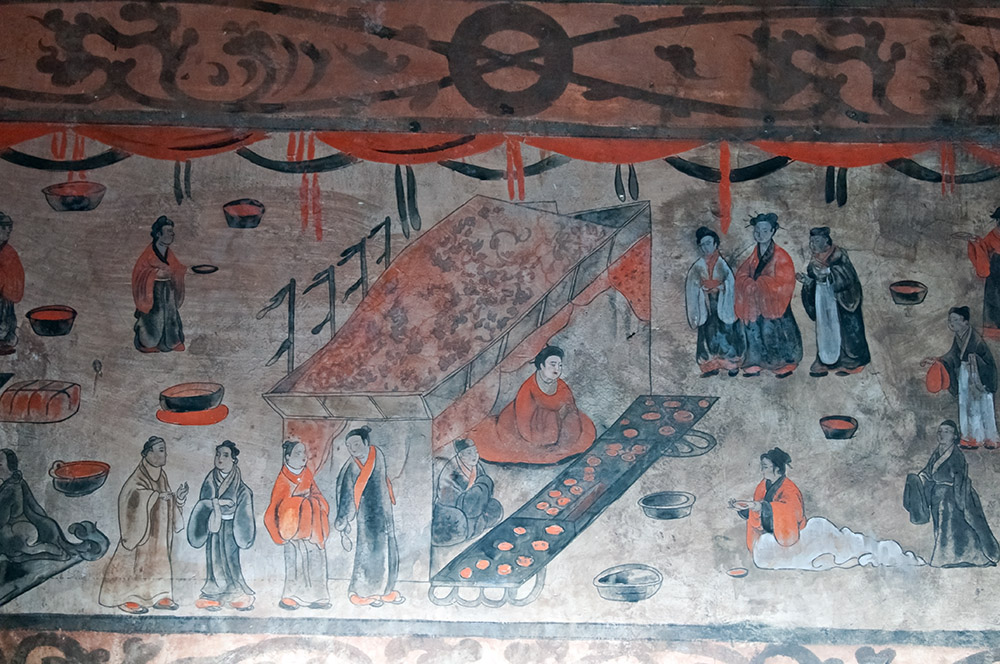
هروب ليو بانغ من العيد

قال ليو بانغ إنه بحاجة لإستخدام الحمام حتى يستطيع الهروب بصحبة فان كواي، بعد فترة قصيرة أحس شيانغ يو بغياب ليوبانغ لذلك أرسل تشن بينغ لإعادته للحفلة، شعر ليو بانغ بإن عليه أن يودع شيانغ يو لكن فان كواي قال له:
-نحن اللحم والسمك وهم الساطور ومجلس التقطيع.
استمر فان كواي بإقناع ليو بانغ بالهرب وقال له إن حياتنا في قبضة شيانغ يو، أعطى ليو بانغ أقراص وأكواب من اليشم لتشانغ ليانغ لإعطائها لشيانغ يو وفان تسنغ، وعندما عاد تشانغ ليانغ لمقعده إعتذر بالنيابة عن ليوبانغ وقال إنه كان مخمورا ولا يستطيع الإستمرار في الشرب، وعندها قبل شيانغ يو قرص اليشم كهدية من ليو بانغ، لكن فان تسنغ رمى الهدية وقال غاضبا:
بعد أن عاد ليو بانغ قام بإعدام تساو وشانغ.

## أعقاب
لقد تحققت توقعات فان تسنغ في عام 202ق.م حيث خسر شيانغ يو الحرب ضد ليوبانغ فيما يعرف تاريخيا باسم «نزاع تشو وهان» وإنتحر شيانغ يو نتيجة خسارته قرب ضفة نهر وو. أما ليو بانغ فقد إنتصر في الحرب وأعلن نفسه «الإمبراطور غاوزو» وقام بتأسيس «سلالة هان الحاكمة» (202قبل.الميلاد-220بعد الميلاد) التي دامت حوالي 433 سنة.

## وصلات خارجية
- إذاعة الصين العربية «مأدبة هونغ مين»
- مأدبة هونغ مين-موقع قصص
- مأدبة هونغ مين